# Daredevil (seriál)
Marvel's Daredevil, či zkráceně Daredevil, je americký televizní seriál vydaný v roce 2015 na streamovací televizi Netflix a vycházející z komiksu Daredevil vydavatelství Marvel Comics. Jedná se o třetí seriál, který je součástí superhrdinské série Marvel Cinematic Universe. Děj seriálu, jehož autorem je Drew Goddard, je zaměřen na právníka Matta Murdocka, který v dětství přišel o zrak a kterému se naopak vylepšily ostatní smysly. Murdock se v noci v přestrojení snaží zachránit newyorskou čtvrť Hell's Kitchen, kde žije, která je ohrožována podnikatelskými záměry tajemného Wilsona Fiska.

## Příběh

### 1. série
Právník Matt Murdock si se svým kolegou a kamarádem Foggym Nelsonem zařizuje vlastní advokátní kancelář. Murdock přišel v dětství při dopravní nehodě o zrak, chemikálie mu však postupně výrazně zostřila ostatní smysly. Po nocích se jako neznámý maskovaný muž snaží bránit svoji newyorskou čtvrť Hell's Kitchen před zlořády a zločinci. Jako právník se s Foggym dostane k případu sekretářky Karen Page, která byla obviněna z vraždy spolupracovníka. Dokáží její nevinu a navíc ji přijmou jako vlastní spolupracovnici. Zároveň zjišťují, co stálo za falešným Kareniným obviněním, což je přivede k záhadnému vlivnému a mocnému podnikateli Wilsonu Fiskovi, který se i přes mrtvoly snaží vydělat na rozvoji a obnově Hell's Kitchen, neboť celé město bylo značně poničeno v bitvě o New York (film Avengers). Fisk přitom spolupracuje i s drogovými dealery.

### 2. série
Ve městě se se objevila nová hrozba - Frank Castle, válečný veterán, který se se svou rodinou náhodou připletl k nepovedenému drogovému obchodu, při kterém byla zabita Frankova rodina. On se proto rozhodne pomstít a vypátrat viníka, nechávaje za sebou hromady mrtvol. Mattu Murdockovi se jeho metody pochopitelně nelíbí a jejich konfrontace je tak nevyhnutelná. Druhá linie, která postupně nabývá na důležitosti, ukazuje snažení Matta Murdocka a Elektry Natchios odkrýt a překazit plány nebezpečné japonské organizace The Hand v Hell's Kitchen.

## Obsazení

### Hlavní role
- Charlie Cox (český dabing: Oldřich Hajlich) jako Matthew „Matt“ Murdock / Daredevil – Právník, který přišel v dětství o zrak, se během nocí mění v samozvaného strážce Hell's Kitchen.
- Deborah Ann Woll (český dabing: Terezie Taberyová) jako Karen Page – Mladá žena, která se stane součástí právnického týmu Matta a Foggyho.
- Elden Henson (český dabing: Radek Hoppe) jako Franklin „Foggy“ Nelson – Mattův nejlepší přítel a kolega právník, který netuší, kým se v noci Matt stává.
- Toby Leonard Moore (český dabing: Pavel Vondra) jako James Wesley – Klidný muž, přítel a pravá ruka Wilsona Fiska.
- Vondie Curtis-Hall (český dabing: Libor Terš) jako Ben Urich – Stárnoucí investigativní novinář, který už dostal do vězení mnoho zločinců.
- Bob Gunton (český dabing: Martin Zahálka) jako Leland Owlsley – Spolupracovník Wilsona Fiska, má prsty v nelegálních finančních machinacích.
- Ayelet Zurer (český dabing: René Slováčková) jako Vanessa Marianna – Obchodnice s uměním, která padne do oka Wilsonu Fiskovi.
- Rosario Dawson (český dabing: Kateřina Lojdová) jako Claire Temple – Zdravotní sestra, náhodně narazí na Daredevila a začne mu pomáhat.
- Vincent D'Onofrio (český dabing: Bohdan Tůma) jako Wilson Fisk – Vlivný, bohatý a nelítostný podnikatel, který se chystá změnit tvář Hell's Kitchen.
- Jon Bernthal (český dabing: Filip Švarc) jako Frank Castle / Punisher – Válečný veterán, kterému zabili rodinu. Vede válku proti gangům v Hell's Kitchen.
- Élodie Yung (český dabing: Jitka Moučková) jako Elektra Natchios – Nebezpečná žena v červeném, která požadá Daredevila o pomoc.

### Vedlejší role
- Scott Glenn (český dabing: Zdeněk Maryška) jako Stick – Slepý mistr bojových umění, cvičil Daredevila a Elektru, když byli ještě děti.
- Peter Shinkoda (český dabing: Svatopluk Schuller) jako Nobu - Japonský ninja, hájí zájmy Jakuzy v Hell's Kitchen.
- Wai Ching Ho (český dabing: ?) jako Madame Gao - Stará dáma, vede čínské triády, má prsty ve výrobě drog i otrokářství.
- Royce Johnson (český dabing: Ivo Novák) jako Brett Mahoney - Newyorský strážník, Daredevilova spojka s policií.
- Rob Morgan (český dabing: Svatopluk Schuller) jako Turk Barrett - Obchodník se zbraněmi a občas nedobrovolný Daredevilův informátor.
- Stephen Rider (český dabing: Petr Gelnar) jako Blake Tower - Zástupce státní návladní, poskytne důležitou informaci k objasnění případu Franka Castela.
- Michelle Hurd (český dabing: Martina Šťastná) jako Samantha Reyes - Nekompromisní státní návladní.
- Matt Gerald (český dabing: Martin Sobotka) jako Melvin Potter - Mentálně postižený návrhář, vyrobí Daredevilovi zbroj za jeho pomoc.
- Geoffrey Cantor (český dabing: Tomáš Juřička) jako Mitchell Ellison - Šéfredaktor New York Bulletin a nadřízený Bena Uricha.
- Peter McRobbie (český dabing: Zdeněk Maryška) jako otec Lantom - Kněz, Matt Murdock k němu občas zajde pro radu.
- Nikolai Nikolaeff (český dabing: Petr Gelnar) jako Vladimir Ranskahov - Spolu se svým bratrem Anatolym vede místní ruský gang.
- Gideon Emery (český dabing: Martin Sobotka) jako Anatoly Ranskahov - Spolu se svým bratrem Vladimirem vede místní ruský gang.
- John Patrick Hayden (český dabing: Filip Švarc) jako Jack Murdock - Mattův otec a profesionální boxer, byl zabit mafií.
- Clancy Brown (český dabing: Zdeněk Maryška) jako Ray Schoonover / Blacksmith - Armádní generál a mocný drogový boss.
- McCaleb Burnett (český dabing: Tomáš Juřička) jako Grotto - Kriminálník, kvůli svému napojení na irskou mafii se stane cílem Punishera.

## Vysílání
| Řada | Díly | Premiéra na Netflixu |
| ---- | ---- | -------------------- |
| 1    | 13   | 10. dubna 2015       |
| 2    | 13   | 18. března 2016      |
| 3    | 13   | 19. října 2018       |

## Produkce
Studio 20th Century Fox vrátilo Marvel Studios v roce 2012 práva na Daredevila, přičemž Marvel následně začal připravovat začlenění této postavy do své filmové a televizní série Marvel Cinematic Universe. Studio se rozhodlo pro seriál, který by byl uveden v internetové televizi Netflix a který by byl následován dalšími seriály, jež by sledovaly osudy jiných komiksových postav (Jessica Jones, Iron Fist a Luke Cage). Všechny tyto pořady se měly stát základem pro týmový seriál založený na komiksu Defenders. Netflix objednal jednu třináctidílnou řadu Daredevila.
Autorem seriálu se stal Drew Goddard, který měl působit i v pozici showrunnera. Kvůli zaneprázdnění jinými projekty ho však na tomto místě vystřídal Steven S. DeKnight. Do titulní role Matta Murdocka, resp. Daredevila, byl v květnu 2014 obsazen Charlie Cox. Natáčení seriálu probíhalo v New Yorku od července do prosince 2014.
V dubnu 2015, necelé dva týdny po premiéře seriálu, oznámil Marvel s Netflixem objednání druhé řady, která byla vydána v roce 2016. Jejími showrunnery byli Doug Petrie a Marco Ramirez, kteří s DeKnightem a Goddardem úzce spolupracovali již na první sezóně.

## Vydání
Všech třináct epizod první řady bylo na streamovací službě Netflixu vydáno současně 10. dubna 2015. Druhá řada byla vydána 18. března 2016.